# Mateo Alonso de Leciniana
Mateo Alonso de Leciniana O. P. (Nava del Rey, 26 de noviembre de 1702-Hanói, 1745) fue un religioso dominico español martirizado en Tonkín.

## Biografía
Profesó en la Orden de Predicadores en 1723, en el convento de Santa Cruz de Segovia. Recién ordenado presbítero marchó a Manila. Después de dos años en Manila, donde estuvo en la comunidad del colegio de Santo Tomás, en el año 1732, llegó a las misiones dominicas de Vietnam. Estudió el idioma del país en Trung-ling.
Trabajó en medio de la persecución, logró escapar gracias a la ayuda de los cristianos vietnamitas, hasta que mientras celebraba Misa, tras la delación de un apóstata, fue arrestado, aunque intentó huir, tras consumir las formas consagradas, fue detenido en una cueva, después de que le dieran un lanzazo en un costado. Fue conducido a Nam-dinh y tras 14 meses de cárcel y tormentos murió decapitado en Hanói junto con Francisco Gil de Frederic, después de que le fuera conmutada la pena de muerte por la cadena perpetua, no se consideró digno de no compartir la misma suerte que Francisco Gil. 
Al ser sometido a juicio se le quiso obligar a pisar la cruz. "He venido para enseñar a los hombres a amar y adorar a Dios representado en la cruz, ¿cómo, pues, voy a cometer el crimen de pisarla?". Condenado a muerte en Hanói, exhaló su último suspiro amarrado a una estaca.

## Proceso
El 20 de mayo de 1906 fue beatificado por San Pío X y en la primavera de 1988 fue canonizado en Roma, junto a otros dos vallisoletanos, siendo nombrado Patrón -junto a Ntra. Sra. de la Concepción- de Nava del Rey "por aclamación popular".